# Kamimuria uenoi
Kamimuria uenoi és una espècie d'insecte pertanyent a la família dels pèrlids que es troba a Àsia: el Japó.